# Josh Dallas
Joshua Paul Dallas (Louisville, 1978. december 18. –) amerikai színész.
Legismertebb alakítása Ben Stone a Manifest című sorozatban. Az Egyszer volt, hol nem volt című sorozatban is szerepelt.

## Pályafutása
2011-ben szerepelt a Thor című filmben. 2011 és 2018 között az Egyszer volt, hol nem volt című sorozatban szerepelt. 2018 és 2023 között a Manifest című sorozatban szerepelt.

## Magánélete
Louisville-ben született. 2003-ban ismerkedett meg Lara Pulver brit színésznővel. 2007-ben házasodtak össze, majd 2011-ben elváltak.
Miután elváltak Pulvertől, randizni kezdett Ginnifer Goodwinnal. 2013 októberében eljegyezték egymást, majd 2014. április 12-én összeházasodtak. Két gyermekük született.

## Filmográfia

### Filmek
| Év   | Magyar cím                       | Eredeti cím        | Szerep                | Magyar hang      |
| ---- | -------------------------------- | ------------------ | --------------------- | ---------------- |
| 2008 | 80 perc                          | 80 Minutes         | Floyd                 | Seszták Szabolcs |
| 2009 | A bokszoló                       | The Boxer          | Ben                   |                  |
| 2009 | A barlang 2.                     | The Descent Part 2 | Greg                  |                  |
| 2009 |                                  | Ghost Machine      | Bragg (hang)          |                  |
| 2011 | Thor                             | Thor               | Fandral               | Hujber Ferenc    |
| 2012 | Red Tails: Különleges légiosztag | Red Tails          | Ryan Fling            |                  |
| 2016 |                                  | Sidekick           | James / Erős Kapitány |                  |
| 2016 | Zootropolis – Állati nagy balhé  | Zootopia           | Hisztiző malac (hang) | Takátsy Péter    |

### Televíziós szerepek
| Év        | Magyar cím                 | Eredeti cím                      | Szerep                                   | Megjegyzések                          |
| --------- | -------------------------- | -------------------------------- | ---------------------------------------- | ------------------------------------- |
| 2006      |                            | Ultimate Force                   | Weaver                                   | 1 epizód                              |
| 2008      | Ki vagy, doki?             | Doctor Who                       | Node 2                                   | 1 epizód                              |
| 2009      |                            | The Last Days of Lehman Brothers | Ace                                      | tévéfilm                              |
| 2010      |                            | Money                            | Spunk Davies                             | 2 epizód                              |
| 2010      | Hawaii Five-0              | Hawaii Five-0                    | Ben Bass                                 | 1 epizód                              |
| 2011      | CSI: A helyszínelők        | CSI: Crime Scene Investigation   | Kip Woodman                              | 1 epizód                              |
| 2011      | Küzdelem a rákkal          | Five                             | Henry                                    | tévéfilm                              |
| 2011–2018 | Egyszer volt, hol nem volt | Once Upon a Time                 | Bájos herceg / David Nolan, James herceg | főszereplő magyar hangja Varga Gábor  |
| 2018–2023 | Manifest                   | Manifest                         | Ben Stone                                | főszereplő magyar hangja Zámbori Soma |